# Kiyoto Furushima
Kiyoto Furushima (Kumamoto, 3 april 1968) is een voormalig Japans voetballer.

## Carrière
Kiyoto Furushima speelde tussen 1987 en 2000 voor Bellmare Hiratsuka, Avispa Fukuoka, Omiya Ardija en NTT Kumamoto.

## Statistieken
| Japan   | Japan              | Japan           | League | League | Emperor's Cup | Emperor's Cup | J-League Cup | J-League Cup | Totaal | Totaal |
| Seizoen | Club               | League          | Wed.   | Goals  | Wed.          | Goals         | Wed.         | Goals        | Wed.   | Goals  |
| ------- | ------------------ | --------------- | ------ | ------ | ------------- | ------------- | ------------ | ------------ | ------ | ------ |
| 1987/88 | Fujita Industries  | JSL Division 1  | 0      | 0      |               |               |              |              | 0      | 0      |
| 1988/89 | Fujita Industries  | JSL Division 1  | 0      | 0      |               |               |              |              | 0      | 0      |
| 1989/90 | Fujita Industries  | JSL Division 1  | 11     | 0      |               |               | 0            | 0            | 11     | 0      |
| 1990/91 | Fujita Industries  | JSL Division 2  | 1      | 0      |               |               | 0            | 0            | 1      | 0      |
| 1991/92 | Fujita Industries  | JSL Division 2  | 30     | 0      |               |               | 3            | 0            | 33     | 0      |
| 1992    | Fujita Industries  | Football League | 18     | 0      |               |               | -            | -            | 18     | 0      |
| 1993    | Fujita Industries  | Football League | 18     | 0      |               |               | 6            | 0            | 24     | 0      |
| 1994    | Bellmare Hiratsuka | J. League 1     | 3      | 0      | 1             | 0             | 0            | 0            | 4      | 0      |
| 1995    | Bellmare Hiratsuka | J. League 1     | 6      | 0      | 0             | 0             | -            | -            | 6      | 0      |
| 1996    | Avispa Fukuoka     | J. League 1     | 0      | 0      |               |               | 0            | 0            | 0      | 0      |
| 1997    | Avispa Fukuoka     | J. League 1     | 0      | 0      |               |               | 0            | 0            | 0      | 0      |
| 1998    | Omiya Ardija       | Football League | 26     | 0      | 3             | 0             | -            | -            | 29     | 0      |
| Totaal  | Totaal             | Totaal          | 113    | 0      | 4             | 0             | 9            | 0            | 126    | 0      |